# مایک ریکتر
مایک ریکتر (انگلیسی: Mike Richter؛ زادهٔ ۲۲ سپتامبر ۱۹۶۶) بازیکن هاکی روی یخ، و سیاستمدار اهل ایالات متحده آمریکا است.
وی همچنین برندهٔ جوایزی همچون جام استنلی شده‌است.
از باشگاه‌هایی که در آن بازی کرده‌است می‌توان به نیویورک رنجرز اشاره کرد.